# 博戈罗茨科耶农村居民点 (伊万诺沃州)
博戈罗茨科耶农村居民点（俄语：Богородское сельское поселение）是俄罗斯联邦伊万诺沃州伊万诺沃区所属的一个农村居民点。其下辖有13个居民点，行政中心为博戈罗茨科耶。据2016年统计，该农村居民点的人口为4575人。